# Krakauhintermühlen
Krakauhintermühlen là một đô thị thuộc huyện Murau thuộc bang Steiermark, nước Áo. Đô thị Krakauhintermühlen có diện tích 80,93 km², dân số thời điểm cuối năm 2005 là 585 người.